# Bamunkumbit
Ne doit pas être confondu avec Bamunkumbit (langue).
Bamunkumbit est un village de la commune de Balikumbat dans la région du Nord Ouest. Il est localisé dans le département de Ngo-Ketunjia au Cameroun. C'est aussi le siège d'une chefferie traditionnelle de 2e degré.

## Géographie
Le village de Bamunkumbit est localisé à 5° 53' N et 10° 22' E.

## Population et sociétés
Bamunkumbit comptait 10 896 habitants lors du dernier recensement de 2005. 
On y parle le bamunkumbit, une langue bantoïde des Grassfields.
Il dispose d'un centre de santé intégré. Toutefois, il n'existe pas de centre d'État civil à Bamunkumbit.
En 2011, le village Bamunkumbit était entré en conflit avec Baligashu pour réclamer le quartier Mindat où le gouvernement avait créé le lycée technique de Baligashu.